# Majorat
Majorat (af latin: major 'større') betegner en gods- eller formuemasse, der nedarves efter særlige, fastsatte successionsregler. Typisk dækker begrebet ordninger, hvor den ældste søn succederer frem for andre arvinger. Besidderen har brugsret over godset, men ikke ret til at pantsætte eller sælge det. Det betragtes altså som tilhørende slægten snarere end den enkelte besidder.
I Danmark tales som regel om len, stamhuse og fideikommiser, der alle er forskellige typer af majorater. Et fideikommis kan på dansk dog også benyttes om en almindelig stiftelse eller et legat, der ikke er bundet til en familie (f.eks. Det Classenske Fideicommis). Ordet familiefideikommis bruges derfor også som synonym for majorat. Grundloven af 1849 forbød oprettelse af len, stamhuse og fideikommiser og pålagde lovgivningsmagten at vedtage hvordan de allerede eksisterende kunne overgå til fri ejendom. Ved lensafløsningen i 1919 blev alle majorater afskaffet.

## Majorater i Europa
Majorater er en udpræget europæisk retsinstitution. Oprindelsen kommer fra Sydeuropa, især Spanien, hvor begrebet mayorazgo kendes fra slutningen af det 13. århundrede. Den jord, de kristne spaniere erobrede fra araberne under perioden kendt som Reconquista blev betragtet som de spanske kongers ejendom, der af ham kunne gives som arvelige len. For at undgå familiestridigheder bestemtes, at den ældste søn skulle erhverve lenet, og kongen skulle sikre udelelighed og uafhændelighed. Også andet krongods, der blev givet i len eller som gave, samt private besiddelser kunne gøres til majorater, og skikken bredte sig i Spanien efter samlingen af landet. Ordningen spredte sig også til andre lande efter spansk forbillede, således Italien, Frankrig, Østrig og Tyskland og herfra til de nordiske lande. I England kendes en lignende ordning som entail - betegnelsen for ejendom, der kan gå udelt i arv til en bestemt arving, hvor denne har pligt til ikke at afhænde godset.
Majoraterne blev efterhånden udsat for kritik og er i tidens løb blevet afskaffet i de fleste lande. I England skete det dog først i 1996, og i enkelte lande som Sverige og Schweiz eksisterer stadig i dag majorater.

## Majorater i Danmark
I Danmark blev majorater indført efter enevældens indførelse i 1660 som følge af kongens behov for at skabe et nyt lag af loyale personer. I to forordninger kendt som Grevernes og Friherrernes Privilegier fra 1671 blev lovgrundlaget for den nye titeladel i form af lensgrever og lensbaroner skabt, og i 1683 blev i forbindelse med Danske Lov fastsat bestemmelser om andre former for stamhuse. Allerede inden enevælden havde der dog i 1500-tallet været tre tidligere forsøg på at oprette enkeltstående majorater, bl.a. Hesselagergaard. De blev imidlertid alle ophævet igen efter nogle år.
Lensafløsningen i 1919 afskaffede majoraterne i Danmark. Grundloven af 1849 havde allerede ophævet privilegierne forbundet med besiddelse af et majorat, men selve majoraterne levede videre indtil 1919. Ved vedtagelsen af lensafløsningsloven eksisterede der i alt 74 majorater med jord: 21 grevskaber, 14 baronier, 31 stamhuse og otte fideikommisgodser og slægtsgodser. Dertil kom 42 båndlagte kapitaler, dvs. pengefideikommiser og substitutioner - det sidste var betegnelsen for pengeformuer, som på et tidspunkt havde erstattet et jordmajorat.